# Olesicampe transiens
Olesicampe transiens là một loài tò vò trong họ Ichneumonidae.